# Front Armii Rezerwowych
Front Armii Rezerwowych (ros. Фронт резервных армий) – związek operacyjno-strategiczny Armii Czerwonej o kompetencjach administracyjnych i operacyjnych na zachodnim terytorium ZSRR, działający podczas II wojny światowej.

## Działania bojowe
Front rezerwowych armii powstał 14 lipca 1941 na bazie dowództwa Grupy Armii Rezerwy Stawki Najwyższego Naczelnego Dowództwa w składzie:
- 24 Armia
- 28 Armia
- 29 Armia
- 30 Armia
- 31 Armia
- 32 Armia.

Powstał w celu zorganizowania obrony na długości 750 km na obszarze: Stara Russa - Ostaszków - Biełyj - Istomino - Jelnia - Briańsk. Front został rozwiązany 25 lipca 1941 roku, na podstawie dyrektywy Dyrekcji Kwatery Głównej Naczelnej z 25 lipca 1941 roku. Wojska frontu weszły w skład Frontu Rezerwowego oraz Frontu Zachodniego.